# 芝山红楼
中国工农红军东路军领导机关旧址位于中国福建省漳州市芗城区胜利西路118号，芝山南麓的市政府机关大院内，原为美国归正会创办的寻源中学美籍校董楼，为三层砖石结构的西式小楼。寻源中学于1881年在厦门鼓浪屿创办，1925年从鼓浪屿迁到漳州，设在漳州市区西北角的芝山。1932年4月3日，红军东路军从长汀出发，4月20日攻克漳州。毛泽东在红楼住了20多天。1951年，寻源中学由政府接管，改办农业技术学校。1956年，农校腾出红楼。1957年5月，芝山红楼被辟为“闽南革命纪念馆”。1971年改名为“毛主席率领红军攻克漳州纪念馆”。“芝山红楼”于2004年确定为“中国一百个红色旅游经典景区”之一。2018年公布为国家三级博物馆。 2006年5月列为第六批全国重点文物保护单位。